# مولتون هایتس (آلاباما)
مولتون هایتس (به انگلیسی: Moulton Heights) یک منطقهٔ مسکونی در ایالات متحده آمریکا است که در آلاباما واقع شده‌است. مولتون هایتس ۱۸۷ متر بالاتر از سطح دریا واقع شده‌است.